# Pływanie z płetwami na World Games 2013
Zawody pływania z płetwami podczas World Games 2013 odbyły się w dniach 26 - 27 lipca w Cali, w Kolumbii.

## Uczestnicy
| - Austria - Chiny - Czechy - Estonia - Francja - Japonia - Kolumbia - Korea Południowa | - Niemcy - Polska - Rosja - Słowacja - Chińskie Tajpej - Ukraina - Węgry |

## Medaliści
| Konkurencja                    | Złoto               | Srebro                | Brąz                        |
| Mężczyźni                      |                     |                       |                             |
| 50m pod powierzchnią           | Kim Taekyun         | Pawieł Kabanow        | Mauricio Fernandez Castillo |
| 100m na powierzchni            | Cesare Fumarola     | Pawieł Kabanow        | Alexandre Noir              |
| 200m na powierzchni            | Max Lauschus        | Stefano Figini        | Dmitrij Kokoriew            |
| 400m na powierzchni            | Max Lauschus        | Jewgienij Smirnow     | Stefano Figini              |
| Sztafeta 4x100m na powierzchni | Rosja               | Kolumbia              | Ukraina                     |
| Kobiety                        |                     |                       |                             |
| 50m pod powierzchnią           | Camille Heitz       | Xu Huanshan           | Marharyta Artiuszenko       |
| 100m na powierzchni            | Lilla Székely       | Marharyta Artiuszenko | Grace Fernandez Castillo    |
| 200m na powierzchni            | Walerija Baranowska | Wasilisa Krawczuk     | Jana Trofymez               |
| 400m na powierzchni            | Wasilisa Krawczuk   | Jana Trofymez         | Kim Bokyung                 |
| Sztafeta 4x100m na powierzchni | Rosja               | Ukraina               | Chiny                       |

## Klasyfikacja medalowa
| Nr | Państwo          | Złoto | Srebro | Brąz | Razem |
| 1  | Rosja            | 4     | 4      | 1    | 9     |
| 2  | Niemcy           | 2     | 0      | 0    | 2     |
| 3  | Włochy           | 1     | 1      | 1    | 3     |
| 4  | Korea Południowa | 1     | 0      | 1    | 2     |
| 4  | Francja          | 1     | 0      | 1    | 2     |
| 6  | Węgry            | 1     | 0      | 0    | 1     |
| 7  | Ukraina          | 0     | 3      | 3    | 6     |
| 8  | Kolumbia         | 0     | 1      | 2    | 3     |
| 9  | Chiny            | 0     | 1      | 1    | 2     |